# Nacer Adjissa
Nacer Adjissa est un footballeur international algérien, meneur de jeu de l'Entente de Sétif dans les années 1980 et 1990,,. Il compte trois sélections en équipe nationale entre 1986 et 1989.

## Enfance
Enfant d’une famille nombreuse et pauvre, il est né le 31 mars 1957 à Sétif, et a vécu dans un quartier populaire, où très jeune il a été formé à la dure école de la rue. Comme tous les enfants de son âge, il a appris à taper dans un ballon sur des terrains vagues. Son père dut exercer plusieurs métiers pour faire vivre sa famille, la précarité dans laquelle se trouvait la famille l’a éloigné des bancs de l’école, il fallait aider son père qui commençait à présenter des signes de fatigue. C'est ce qui a poussé Nacer Adjissa a commencé une grande carrière footballistique.

## Débuts
C’était au début de la saison 81/82, l’Entente était qualifiée aux quarts de finale de la coupe d’Afrique des clubs vainqueurs de coupe. Kermali revenait de Tunis où il entraînait La Marsa pour prendre en main les destinées de l’équipe sétifienne. Une prospection avait été organisée dans le but de dénicher de jeunes talents en mesure de renforcer l’effectif du club. Beaucoup de jeunes des quartiers de la ville étaient venus tenter leur chance, parmi eux Abdelhakim Serrar, Malik Zoragne, et un certain Nacer Adjissa, ce dernier fur repéré par Abdelhamid Kermali. Nacer Adjissa signa sa première licence avec l’USM Sétif en 1974. Il était en 1re année junior mais ses qualités lui ont permis d'évoluer en seniors.

## Consécration africaine avec l'ESS
En 81-82, il rejoint l’ES Sétif dans les conditions précitées. Durant dix années, il fit le bonheur du club des Hauts plateaux. C’est indéniablement au cours de la saison 88-89, qu’il explosa. Entraînant ses coéquipiers au sommet du football africain, il remporta brillamment la Coupe d’Afrique des clubs champions à Constantine. C’était l’ère de « l’équipe de 88 » comme on continue à l’appeler du côté de Ain El Fouara. Une année plus tard, Adjissa et les désormais Africains confirmèrent leur titre de champions continentaux en remportant la Coupe Afro-asiatique en 1989 alors qu'il évoluait en 2e division.

## Fin de carrière
Nacer Adjissa était un excellent meneur de jeu, sa carrière en Équipe d'Algérie fut presque inexistante, le génie de Lakhdar Belloumi l'a longtemps éclipsé. Son divorce fut réel lorsqu'il a déclaré : « Rabah Saâdane m’a enlevé l’envie de jouer en équipe nationale, à Tunis durant trois rencontres mes fesses ont été rongées par le banc de touche. ». La saison 90-91 fut pour l’ES Sétif celle des grandes turbulences, Adjissa perdit la joie de jouer. En 91-92, il retourne à ses premiers amours, l’USM Sétif, où il passe une année et raccroche.

### Le dernier exploit
En 94/95, l’ES Sétif qui était en D2, l’appelle à la rescousse, il rechausse ses crampons et contribue à l’accession du club en D1.

## Statistiques
| Saison                | Club                  | Championnat           | Championnat | Championnat | Coupe(s) nationale(s) | Coupe(s) nationale(s) | Compétition(s) continentale(s) | Compétition(s) continentale(s) | Compétition(s) continentale(s) | Total | Total |
| Saison                | Club                  | Division              | M.          | B.          | M.                    | B.                    | Comp.                          | M.                             | B.                             | M.    | B.    |
| 1981-1982             | ES Sétif              | 1                     | -           | -           | -                     | -                     | -                              | -                              | -                              | 0     | 0     |
| 1982-1983             | ES Sétif              | 1                     | 25          | 12          | -                     | -                     | -                              | -                              | -                              | 25    | 12    |
| 1983-1984             | ES Sétif              | 1                     | -           | 8           | -                     | -                     | -                              | -                              | -                              | 0     | 8     |
| 1984-1985             | ES Sétif              | 1                     | -           | 5           | -                     | -                     | -                              | -                              | -                              | 0     | 5     |
| 1985-1986             | ES Sétif              | 1                     | -           | -           | -                     | -                     | -                              | -                              | -                              | 0     | 0     |
| 1986-1987             | ES Sétif              | 1                     | -           | 9           | -                     | -                     | -                              | -                              | -                              | 0     | 9     |
| 1987-1988             | ES Sétif              | 1                     | -           | 7           | -                     | -                     | -                              | -                              | -                              | 0     | 7     |
| 1988-1989             | ES Sétif              | 2                     | -           | 4           | -                     | -                     | -                              | -                              | -                              | 0     | 4     |
| 1989-1990             | ES Sétif              | 1                     | -           | -           | -                     | -                     | -                              | -                              | -                              | 0     | 0     |
| 1990-1991             | ES Sétif              | 1                     | -           | -           | -                     | -                     | -                              | -                              | -                              | 0     | 0     |
| 1991-1992             | USM Sétif             | 1                     | -           | -           | -                     | -                     | -                              | -                              | -                              | 0     | 0     |
| 1992-1993             | ES Sétif              | 1                     | -           | -           | -                     | -                     | -                              | -                              | -                              | 0     | 0     |
| 1993-1994             | ES Sétif              | 1                     | -           | -           | -                     | -                     | -                              | -                              | -                              | 0     | 0     |
| 1994-1995             | ES Sétif              | 1                     | -           | -           | -                     | -                     | -                              | -                              | -                              | 0     | 0     |
| Total sur la carrière | Total sur la carrière | Total sur la carrière | +200        | +74         | -                     | -                     | -                              | -                              | -                              | 200   | 74    |

## Palmarès
- Champion d'Algérie en 1987 avec l’ES Sétif
- Vice-Champion d'Algérie en 1983 et 1986 avec l’ES Sétif
- Vainqueur de la Coupe d'Algérie en 1989 avec l’ES Sétif
- Vainqueur de la Coupe d'Afrique en 1988 avec l’ES Sétif
- Vainqueur de la Coupe Afro-Asiatique en 1989 avec l’ES Sétif

- Adjissa recevant le trophée " El-Moudjahid - PSA  " 1988